# Trần Hoàng Tuấn
Ông Trần Hoàng Tuấn hiện giữ chức vụ Phó Chủ tịch Thường trực Uỷ ban nhân dân tỉnh Quảng Ngãi.

## Tiểu sử
Trần Hoàng Tuấn là Đảng viên Đảng Cộng sản Việt Nam.
Kể từ ngày 1 tháng 10 năm 2013, Trần Hoàng Tuấn, Phó Chánh văn phòng Tỉnh ủy Quảng Ngãi được bổ nhiệm giữ chức vụ Viện trưởng Viện kiểm sát nhân dân tỉnh Quảng Ngãi nhiệm kì 5 năm thay ông Trần Ngọc Cán thôi chức do lí do sức khỏe.
Trần Hoàng Tuấn là Tỉnh ủy viên, Đại biểu Hội đồng nhân dân tỉnh Quảng Ngãi khóa 12 nhiệm kỳ 2016 - 2021.
Ngày 3 tháng 4 năm 2016, Trần Hoàng Tuấn được bổ nhiệm chức danh kiểm sát viên cao cấp.
Tháng 4 năm 2017, Trần Hoàng Tuấn là Tỉnh ủy viên, Bí thư Ban cán sự Đảng Cộng sản Việt Nam, Viện trưởng VKSND tỉnh Quảng Ngãi.